# Patric
Anderson Patric Aguiar Oliveira (ur. 26 października 1987 w Macapá) – brazylijski piłkarz występujący na pozycji napastnika, zawodnik Sanfrecce Hiroszima.

## Życiorys

### Kariera piłkarska
Od 2009 roku występował w EC Democrata, Americano FC, Mixto EC, CR Vasco da Gama, Vila Nova FC, Atlético Goianiense, Kawasaki Frontale, Ventforet Kōfu, Fortaleza EC, Gamba Osaka, Salgueiro AC i Sanfrecce Hiroszima.
9 stycznia 2019 podpisał kontrakt z japońskim klubem Sanfrecce Hiroszima, skąd wypożyczony był do Gamba Osaka.

## Sukcesy

### Klubowe
CR Vasco da Gama
- Zdobywca drugiego miejsca Campeonato Brasileiro Série A: 2011

Gamba Osaka
- Zwycięzca J. League Division 1: 2014
- Zdobywca drugiego miejsca J1 League: 2015, 2018
- Zwycięzca Pucharu Japonii: 2014, 2015
- Zwycięzca Pucharu Ligi Japońskiej: 2014
- Zdobywca drugiego miejsca Pucharu Ligi Japońskiej: 2015, 2016
- Zwycięzca Superpucharu Japonii: 2015
- Zdobywca drugiego miejsca Superpucharu Japonii: 2016
- Zdobywca drugiego miejsca Copa Suruga Bank: 2015